# Karad Rural
Karad Rural es una ciudad censal situada en el distrito de Satara en el estado de Maharashtra (India). Su población es de 20476 habitantes (2011). Se encuentra a 53 km de Satara y a 74 km de Kolhapur.

## Demografía
Según el censo de 2011 la población de Karad Rural era de 20476 habitantes, de los cuales 10537 eran hombres y 9939 eran mujeres. Karad Rural tiene una tasa media de alfabetización del 83,98%, superior a la media estatal del 82,34%: la alfabetización masculina es del 87,53%, y la alfabetización femenina del 80,26%.